# Guybrush Threepwood
 (mars 2015).
Si vous disposez d'ouvrages ou d'articles de référence ou si vous connaissez des sites web de qualité traitant du thème abordé ici, merci de compléter l'article en donnant les références utiles à sa vérifiabilité et en les liant à la section « Notes et références ».
Guybrush Ulysses Threepwood est un personnage de fiction qui est le héros et personnage joueur de la série de jeux vidéo d'aventure Monkey Island développée par LucasArts. Il fait sa première apparition en octobre 1990 sur compatibles PC dans The Secret of Monkey Island.
Il affronte, dans tous les épisodes de la série, le pirate fantôme LeChuck qui est à la fois son ennemi et son rival dans le cœur d'Elaine Marley.

## Origines
Guybrush est un personnage dont les origines sont inconnues. Dans le premier opus de la série, The Secret of Monkey Island (1990), il débarque sur l'île de Mêlée pour devenir pirate. Son âge est également incertain, à cause du mystère entourant la conclusion de l'intrigue des deux premiers opus. Il est possible qu'il ne soit qu'un jeune enfant d'une dizaine d'années doué d'une puissante imagination comme il est possible qu'il soit un vrai pirate, auquel cas il aurait de 18 à 21 ans au début de la série. 
Les attributs et le caractère de Guybrush sont plus faciles à cerner : il est malchanceux et maladroit. En outre, il a tendance à être souvent abandonné par ses amis et est relativement timide, malgré une qualité de repartie irréprochable et qui caractérise l'humour voulu dans la série Monkey Island.
Dans les deux premiers opus de Monkey Island, il n'a pas de voix. Cependant, dans les deux suivants, il est doublé par Dominic Armato (en) dans la version originale et par Paolo Domingo dans la version française.

## Apparence
Guybrush est un jeune homme blond aux yeux bleus. Il porte toujours la même coiffure en queue-de-cheval et porte généralement une chemise blanche, un pantalon court de type corsaire bleu marine ainsi que de petites chaussures. Dans le second opus, il est totalement différent : barbu, il porte un long manteau bleu, un pantalon noir et de grosses bottes. Dans Escape From Monkey Island, il revêt dans la première partie du jeu un manteau rouge, un pantalon brun et des bottes noires, avant de reprendre son apparence vestimentaire traditionnelle dans le reste du jeu.

## Origine du nom

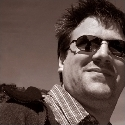
Ron Gilbert, créateur du personnage.

Ron Gilbert révéla lors d'une interview que lorsque Steve Purcell réalisa les premiers dessins du personnage, ce dernier n'avait pas encore de nom : il indiquait donc « Guy » (« type », « mec » en anglais) en dessous. Puis, avec les premiers sprites, les séquences décomposées dénommées « brushes »  dans le logiciel Deluxe Paint firent qu'il était indiqué « Guy Brush #1 » et ainsi de suite. Ron Gilbert proposa donc de nommer le personnage Guybrush. Certains, comme Tim Schafer, auraient trouvé ce nom « idiot » mais il fut finalement adopté et rencontra un grand succès. Ron Gilbert concéda qu'il trouvait que c'était un nom facile à retenir, comme « Game Boy ». Ron Gilbert note que ce récit est parfois déformé. Il insiste sur le fait que le fichier que Steve lui transférait se nommait « guybrush.lbm » et non « guy.brush ». Il explique ceci par le fait que « toutes les illustrations de Monkey Island ont été réalisées sur le PC sous MSDOS. MSDOS avait une limite de trois lettres pour les extensions de noms de fichiers. Il ne pouvait pas s'agir de .brush. [...] L'Amiga permettait des extensions de nom de fichier plus longues et les gens pensaient que nous faisions le graphisme sur Amiga. Ce n'est pas le cas. Tout a été fait sur MSDOS en utilisant dpaint ou dpaint animator. »
Le nom de famille, quant à lui, vient de Galahad Threepwood, un personnage des romans de P. G. Wodehouse. Ce nom de famille est aussi celui du personnage que Dave Grossman, un des programmeurs, incarnait dans un jeu de rôle.

## Biographie fictive

### The Secret of Monkey Island
Guybrush est un jeune homme tout juste débarqué sur l'île de Mêlée. Son rêve est de devenir pirate. Pour cela, il entre dans le fameux Scumm Bar et va rencontrer les trois juges pirates, qui lui proposent d'accomplir trois épreuves pour devenir un pirate. La première est de trouver le trésor caché de l'île, la deuxième de vaincre le maître d'épée de l'île : Carla, et la troisième de dérober l'idole aux mains nombreuses au gouverneur de l'île : Elaine Marley. Guybrush accomplit ces trois épreuves, remportant pour les deux premières un T-shirt dont l'inscription révèle la réussite de l'épreuve. Guybrush rencontre d'ailleurs Elaine, dont il tombe immédiatement amoureux. Cela lui vaut la colère du shérif de l'île, Fester Shinetop, qui décide de l'avertir. Elaine intervient pour empêcher Fester de faire du mal au jeune pirate, mais une fois celle-ci partie, le shérif capture Guybrush et décide de le jeter à l'eau, la jambe attachée à l'idole aux mains nombreuses. Guybrush parvient à s'échapper, et ne voit qu'un navire partant dans le lointain. Elaine Marley a été enlevée. 
Guybrush va voir Lady Vaudou, une puissante magicienne vendant divers sortilèges sur l'île de Mêlée. Il lui demande comment sauver Elaine. Lady Vaudou lui révèle qu'elle a été capturée par LeChuck, terrible pirate mort-vivant qui a juré d'épouser Elaine. On apprend d'ailleurs que LeChuck et Fester Shinetop ne sont qu'une seule et même personne. Lady Vaudou dit à Guybrush qu'il lui faut un navire et un équipage pour partir à l'aventure. Le jeune pirate engage Otis, un prisonnier; Carla, maître d'épée; et Meathook, un singulier pirate sans main vivant reclus dans sa maison. Guybrush, après moult négociations, achète un bateau d'occasion au marchand Stan.
Une fois parti, l'équipage se mutine et décide de se reposer, laissant Guybrush se débrouiller pour accomplir sa mission. En réunissant plusieurs ingrédients, Guybrush suit une recette trouvée dans le bateau et un sort magique transporte le bateau aux abords d'une île : Monkey Island. Guybrush, au moyen d'un canon, s'y propulse et tombe sur la plage de l'île. Il y rencontre Herman Toothrot, vieil ermite excentrique qui vit sur l'île depuis plusieurs années. Après de multiples aventures, Guybrush rejoint un village d'indigènes cannibales. Il a besoin d'un objet leur appartenant : une tête de marin indiquant le chemin à suivre pour trouver la « racine », une plante magique permettant de préparer un breuvage mortel pour les morts-vivants. Les cannibales ne sont pas prêts à lui céder, ayant besoin d'un objet capable de la remplacer. Après l'avoir trouvé, Guybrush récupère la tête magique et part en direction de la Tête de Singe Géante. Il l'ouvre en plaçant une clé dans son oreille (clé ayant la forme d'un coton tige) et entre dans sa bouche. Grâce au pouvoir de la tête, il atteint la crique souterraine où est amarré le navire de LeChuck. Il ne peut cependant pas y pénétrer, risquant d'être vite repéré. Il emprunte le collier d'invisibilité de la tête de marin et rentre dans le navire.
Guybrush vole la racine et retourne dans la crique. Herman lui montre un raccourci pour revenir directement à la surface. Le jeune pirate retourne voir les cannibales et leur donne la racine, à partir de quoi ils fabriquent le breuvage. Guybrush retourne dans la crique souterraine et se rend compte que le navire fantôme est parti, après avoir abandonné derrière lui un mort-vivant qui avait perdu sa tête au moment du départ et dut donc aller la chercher. Ce dernier révèle à Guybrush où est LeChuck : sur l'ile de Mêlée, dans le but d'épouser sa captive Elaine.
Guybrush retourne rapidement sur Mêlée grâce à un navire qu'Herman lui propose pour rentrer. Il rejoint l'église et constate qu'Elaine s'est échappée et possède elle aussi une bière de racine. La sienne est volée par un singe et Guybrush doit affronter la colère de LeChuck, qui, d'un coup de poing, l'envoie droit près du magasin de Stan. Guybrush parvient néanmoins à vaincre LeChuck en lui jetant de la bière de racine.

### LeChuck's Revenge
Guybrush a rejoint l'île de Scabb. Il a un nouvel objectif en tête : trouver le fabuleux trésor de Big Whoop, caché quelque part dans les Caraïbes. Ses aventures depuis sa victoire contre LeChuck l'ont rendu riche, mais il est assez vite racketté par le « parrain » local : un petit homme doté d'une force extraordinaire nommé Largo LaGrande. Les habitants révèlent au pirate que Largo est redoutable et passe son temps à rançonner chaque habitant. Il a même décrété un embargo sur l'île, empêchant les navires, et donc Guybrush, de la quitter. Le pirate va voir Lady Vaudou, qui possède une échoppe également sur Scabb. Cette dernière lui propose une poupée vaudou de Largo, seul sortilège efficace pour le faire fuir de l'île. Mais pour la réaliser, Lady Vaudou a besoin d'éléments appartenant à Largo : un fluide de son corps, un morceau de sa tête, un morceau d'un de ses ancêtres et un de ses vêtements. Guybrush récupère un crachat de Largo, un de ses soutiens-gorge, l'os de son grand-père dans la tombe de ce dernier et des cheveux trouvés sur une perruque de Largo, dans sa chambre d'hôtel. Lady Vaudou fabrique donc la poupée et Guybrush part chercher Largo dans sa chambre. Il le pique plusieurs fois avec la poupée et le menace de continuer s'il ne part pas. Guybrush se vante d'être l'assassin du terrible LeChuck, ce qui intéresse grandement Largo, qui exige une preuve de ce fait. Le pirate sort alors de sa poche la barbe de LeChuck et la présente à Largo, qui lui vole et s'enfuit, affirmant qu'il va pouvoir le ressusciter grâce à elle. L'embargo est dès lors terminé, et Guybrush peut enfin quitter Scabb. Il va voir le capitaine Dread qui l'emmène en voyage, moyennant un monocle et de l'argent.
Guybrush sait que l'unique moyen d'atteindre Big Whoop est de retrouver les quatre morceaux de carte de l'équipage du capitaine Marley. Cet homme était d'ailleurs le grand-père d'Elaine. Guybrush part pour l'île de Phatt, où il est immédiatement arrêté et conduit devant Phatt, le gouverneur de l'île, un homme vivant dans son lit et se nourrissant de substances envoyées directement à lui par des tuyaux. Il révèle à Guybrush que LeChuck a promis une forte récompense pour obtenir Guybrush et que Phatt est bien décidé à le récupérer. Il envoie le pirate dans une sombre cellule après lui avoir confisqué tous ses objets. Guybrush parvient cependant à s'échapper de sa cellule et à reprendre ses biens. Il reprend sa chasse aux cartes. Il fuit sur l'île de Booty et s'introduit à une fête costumée du gouverneur de l'île : Elaine. Cette dernière ne veut plus voir Guybrush, qu'elle considère comme un égoïste qui l'abandonne pour ses trésors. Quand elle voit que Guybrush n'est là que pour le morceau de carte légué par le capitaine Marley, elle le jette dehors, et le papier s'envole dans l'île. Avec difficulté, Guybrush le retrouve, et part à la recherche des autres. Il récupère un morceau à un marchand d'antiquités, qui lui cède en échange d'une figure de proue en forme de tête de singe trouvée au fond de la mer. Sur Booty, Guybrush retrouve Stan, reconverti dans la vente de cercueils. Ce dernier lui propose un nouveau modèle et l'essaye devant lui. Guybrush enferme Stan dans le cercueil et vole une clé dans l'arrière-boutique. Cette clé ouvre une crypte du cimetière de Scabb. Dedans, Guybrush ouvre le cercueil de Rapp l'Oignon, cuisinier de l'équipage du capitaine Marley. Il ressuscite momentanément Rapp grâce à un sort de Lady Vaudou et lui avoue qu'il est mort. Rapp lui donne la clé de son phare et lui demande de vérifier s'il n y a pas un problème chez lui, car le cuisinier ne parvient pas à reposer en paix. Guybrush y va et découvre que son propriétaire a oublié de fermer le gaz. Après l'avoir fait, Guybrush ressuscite à nouveau Rapp, qui lui donne son morceau de carte en guise de remerciement. Le dernier morceau est celui de Roger Rhum l'Ancien. Par un ingénieux stratagème, Guybrush retrouve le squelette de Roger, le morceau étant resté dans sa main.
Guybrush est dès lors en possession des quatre morceaux. Il retourne sur Scabb voir Wally, un jeune cartographe (à qui il a volé le monocle offert à Dread) et lui demande de restaurer la carte. Wally accepte, à condition que Guybrush aille lui chercher une commande faite à Lady Vaudou. Cette commande est une bombe d'amour. Wally est capturé pendant que Guybrush est chez la magicienne. Le pirate entre dans une caisse à destination de la forteresse de LeChuck, où a été emmené Wally.
Guybrush arrive finalement dans la fameuse forteresse. Après un passage dans un singulier labyrinthe, il atteint le trône du pirate fantôme, où se trouve la clé des geôles. Il espère libérer Wally. Cependant, c'est lui qui est piégé et capturé par son vieil ennemi, qui l'attache avec Wally au-dessus d'une cuve d'acide, après avoir préparé un ingénieux mécanisme visant à les y faire plonger. Guybrush, grâce à une boisson épaississant la salive, parvint à éteindre la bougie actionnant le mécanisme. Il se retrouva dans une salle remplie d'explosifs, et dans le noir. Cherchant de la lumière, il brûle une allumette. Il la lâche malencontreusement, provoquant une terrible explosion qui le précipite droit sur une île voisine.
Il y rencontre Herman, le vieil ermite, qui lui avoue qu'il a échoué sur l'île Dinky. Herman lui avoue également avoir pris une nouvelle orientation : l'enseignement de la philosophie. Cependant, Herman n'a pas le moindre élève. Guybrush part à la recherche du trésor Big Whoop, qu'il pense caché sur cette île. Après avoir trouvé la croix indiquant l'emplacement, Guybrush creuse, puis dynamite l'emplacement. Il atteint donc un coffre. Il est posé sur une colonne instable et Guybrush se retrouve coincé, obligé de serrer d'une main la corde qui le retient attaché, et de l'autre le coffre, dont il ignore le contenu. Elaine le rejoint quelques heures plus tard, ayant entendu la détonation de la dynamite. Guybrush lui raconte toute l'histoire depuis le début, sur Scabb. Dès qu'il a terminé, la corde cède et il tombe dans un étrange tunnel souterrain, où il retrouve LeChuck. Le pirate fantôme lui révèle qu'il n'est autre que le frère de Guybrush. LeChuck est en possession d'une poupée vaudou de son ennemi, avec laquelle il décide de propulser Guybrush dans une autre dimension. Heureusement pour ce dernier, le sortilège ne fonctionne pas et téléporte Guybrush un peu plus loin dans le souterrain. Le pirate décide de fabriquer lui aussi une poupée vaudou. Il vole la barbe de LeChuck, son slip, récupère un crâne censé appartenir à leur père et un mouchoir utilisé par LeChuck. Il fabrique alors sa propre poupée, et l'utilise sur le pirate fantôme. Il arrache les jambes du jouet, et démembre ainsi son ennemi. Ce dernier supplie alors Guybrush de lui retirer son masque, qui révèle le visage de Chucky, frère de Guybrush, qui lui concède avoir fait cela par vengeance, Guybrush ayant cassé un des jouets de Chucky quelques années plus tôt. Un employé de sécurité arrive et appelle deux enfants. Guybrush et Chucky, miraculeusement rétabli, le suivent et sortent dans un parc d'attraction, enfants. Deux personnes, a priori leurs parents, leur demandent pourquoi ils sont restés si longtemps dans l'attraction. Le parc se nomme Big Whoop. Tandis que la famille s'éloigne, Chucky révèle des yeux démoniaques, ceux de LeChuck. Il existe donc deux interprétations : soit LeChuck a ensorcelé Guybrush pour lui faire croire que tout ceci n'est qu'un rêve d'enfant, soit tout ceci n'est réellement qu'un rêve d'enfant.

### The Curse of Monkey Island
Guybrush s'enfuit du parc d'attractions de Big Whoop, situé sur Monkey Island. Il dérive dans une auto-tamponneuse et souffre de la faim et de la soif. Pour oublier, il entreprend d'écrire dans son journal de bord. Alors qu'il commence à perdre espoir, il entend une détonation et tombe au beau milieu d'une féroce bataille. Celle-ci oppose LeChuck, dans son navire, à un fort tenu par Elaine. Cette dernière clame son amour pour Guybrush, ce qui énerve de plus en plus le pirate fantôme, qui nourrit toujours l'espoir de l'épouser. Voyant justement Guybrush, il attrape un canon et saborde son embarcation, avant de le repêcher. Surpris de voir Guybrush en vie, il se prépare à le tuer de son sabre quand il est désarmé par un tir d'Elaine. Il décide donc de poursuivre la bataille contre Elaine, et pousse Guybrush dans la cale, afin de s'occuper de lui plus tard. LeChuck décide d'user de son arme secrète contre Elaine : le boulet Vaudou en flammes.
Dans la cale, Guybrush retrouve Wally, qui se fait surnommer Sanguinez et semble avoir rejoint les rangs de LeChuck. Guybrush parvient cependant à le convaincre qu'il n'est pas crédible dans son rôle de pirate sanguinaire. Wally, très émotif, se met à pleurer et abandonne son poste au canon. Guybrush s'en empare donc et coule toute la flotte d'invasion de LeChuck. Un des squelettes de LeChuck survit : Murray. Il se sert ensuite du canon pour forcer une porte derrière lui. La détonation fait trembler le navire, et LeChuck, tenant son boulet vaudou, l'aperçoit et lâche malencontreusement l'arme secrète, qui explose et anéantit le bateau en même temps que le pirate. Le navire se retourne. Guybrush survit et arrive dans la cale. Il y trouve une bague qu'il décide d'offrir à Elaine, et s'en sert pour découper une vitre et s'échapper de l'épave. Il arrive à la nage sur la plage de Plunder et rencontre Elaine, qui le croyait mort. Guybrush demande la main d'Elaine, et lui offre la bague qu'il a trouvé dans la cale de LeChuck. Wally, qui a aussi survécu à l'explosion, vient voir le couple et demande à Guybrush où il a trouvé la bague, précisant qu'elle ressemble à celle que LeChuck avait mis dans sa cale. Cette bague a le pouvoir de « défigurer » celui qui la porte.
Entendant cela, Elaine s'énerve et se prépare à frapper Guybrush quand elle se transforme en statue d'or. Guybrush, surpris, est contraint d'aller voir Lady Vaudou, qui a élu domicile dans une épave au centre de l'île de Plunder (ou île des Pirates) et lui raconte sa mésaventure. Cette dernière lui suggère, avant toute chose, de cacher la statue. Guybrush a oublié, et en revenant sur la plage, constate que la statue a été volée par un navire qui s'éloigne. Il retourne voir Lady Vaudou et lui demande un moyen de lever le sort. Cette dernière lui avoue que le seul moyen est de trouver une bague similaire ayant une valeur égale ou plus grande, et fortement chargée émotionnellement. La seule bague de ce type se trouve sur Blood Island. Pour y aller, Guybrush a besoin d'un navire, d'un équipage et d'une carte.
L'équipage constituera le personnel d'un salon de coiffure nommé les « Barbiers Pirates », à savoir Haggis McMutton, Bill Coupe Gorge et Edward « Petits Fours » Van Helgen. Les trois sont d'anciens pirates (Van Helgen est notamment une ancienne gloire, célèbre pour être un duelliste hors pair). Pour les engager, Guybrush usera de stratagèmes divers, comme vaincre Haggis dans une épreuve de lancer de tronc en utilisant un tronc d'hévéa beaucoup plus léger, en remportant un duel au banjo contre Van Helgen et en présentant une dent en or à Bill. La carte était située sur le dos de Palido Domingo, un guide maritime qui passait ses vacances sur l'île. Guybrush parvint à faire peler le dos de Palido et à arracher le bout de peau où était tatouée la carte. Le navire fut volé aux pirates qui lui avaient justement volé la statue d'Elaine : un équipage de singes mené par le gorille LeChimp et son second, un humain déficient mental du nom de Fossey. En faisant croire à Fossey que LeChimp souhaitait retourner dans sa forêt, de même que tout l'équipage simiesque, Guybrush parvint à s'emparer du navire, nommé le « Concombre de Mer ». Elaine était quant à elle cachée dans un théâtre de Plunder City, près du salon de coiffure. Une fois retrouvée, il la cacha dans le nid-de-pie du Concombre de Mer et quitta l'île de Plunder.
Sur la route de Blood Island, Guybrush croisa Rottingham, un pirate réputé pour sa force dans les duels. Il avait déjà rencontré Guybrush au salon de coiffure des Barbiers Pirates, Rottingham se vantant souvent d'être le pirate le mieux coiffé des Caraïbes. Guybrush, pour prendre sa place sur la chaise et ainsi être coiffé, jeta des poux dans la chevelure de Rottingham. Haggis, pour éviter une infection, rasa le crâne de Rottingham et le jeta hors du salon. Le pirate avait l'occasion de se venger de Guybrush. Il le défia en duel d'insultes au sabre. Guybrush, en ayant déjà pratiqué, notamment contre Carla, sur Mêlée, pensait rivaliser. Cependant, Rottingham lui apprit que les règles étaient différentes, et qu'il fallait faire rimer insultes et répliques. Il gagna donc facilement le duel et vola la carte de Blood Island à Guybrush. Après s'être entraîné sur les nombreux pirates qui naviguaient près de Plunder, Guybrush défia à nouveau Rottingham, et, fort de ses nouvelles connaissances, parvint à le vaincre. Il récupéra sa carte et mit le cap sur Blood Island.
Une tempête accompagna le Concombre de Mer aux abords de l'île, et celui s'échoua. C'est à ce moment-là que Haggis annonça à Guybrush que l'équipage se mutinait et abandonnait le capitaine. Les barbiers pirates prévoyaient de réparer le navire et de remettre le cap sur Plunder Island pour reprendre leur affaire de coiffure. Guybrush était donc à nouveau seul. Il visita Blood Island, et croisa Lemonhead, un des cannibales rencontrés sur Monkey Island. L'indigène lui annonça que les cannibales avaient décidé de devenir végétariens et d'emménager près du volcan Acidophilus, lassés du parc de Big Whoop sur Monkey Island. Guybrush apprit qu'un émissaire d'une autre tribu était attendu pour une grande cérémonie et qu'il était en retard. Il se déguisa et assista à la fameuse cérémonie, qui s'avéra être un sacrifice d'un mannequin fabriqué à partir de divers fruits. Il se rendit à l'hôtel de l'île, où il soigna, grâce à plusieurs ingrédients, la cuite du maître d'hôtel, qui se nommait Griswold Bonnesoupe. Sa famille avait un long passé dans la restauration et l'hôtellerie, mais les affaires ne marchaient plus, le volcan Acidophilus, qui était la principale attraction de Blood Island, n'entrant plus en éruption. Guybrush vola du fromage dans l'hôtel, et, retournant dans le village cannibale, le jeta dans la lave du volcan. En effet, Lemonhead avait dit à Guybrush que Sherman, le dieu du volcan, ne supportait pas le lactose. Le volcan entra dans une terrible éruption.
Guybrush apprit finalement que la bague qu'il recherchait appartenait à la famille Bonnesoupe, et à Minnie Stronnie plus précisément, une proche parente de Griswold, décédée quelques années plus tôt. Apprenant qu'elle était dans la crypte de la famille, Guybrush décida de simuler une mort en mélangeant de l'alcool avec un médicament contre les lendemains de cuite. Il fut mis dans un cercueil et envoyé dans une mauvaise crypte. Il y retrouva notamment le cercueil où lui-même avait enfermé Stan dans sa précédente aventure.
Le commerçant avait changé de secteur. Il vendait désormais des assurances-vie. Il proposa d'ailleurs une police d'assurance à Guybrush, qui pouvait rapporter beaucoup d'argent en cas de décès. Guybrush revint à l'hôtel Bonnesoupe et demanda à Griswold pourquoi il n'avait pas été enterré dans la crypte Bonnesoupe. Ce dernier lui répondit qu'il fallait faire partie de la famille. Grâce à quelques stratagèmes, Guybrush se fit passer pour un neveu de Griswold, et simula à nouveau une mort. Il fut cette fois ci enfermé dans la bonne crypte. Il y rencontra le fantôme de Minnie Bonnesoupe, qui lui avoua qu'elle était une ancienne amante de LeChuck, qui l'avait lâchement abandonné le jour des noces et avait vendu le diamant de leur bague de fiançailles aux contrebandiers de Skull Island. Minnie possédait néanmoins le reste. Guybrush s'évada de la crypte, récupéra un acte de décès à son nom chez Griswold et toucha la prime promise par l'assurance de Stan. Il arrangea une rencontre entre Minnie et un autre de ses amants : Charles DeGoulasch, fils de bonne famille décédé dans son lit, à l'hôtel Bonnesoupe. Les deux fantômes s'en allèrent, réunis, et Guybrush récupéra la bague, sans le diamant. Elaine était tombée lors du naufrage et avait atterri sur une petite colline, située près du phare de Blood Island. Ce dernier ne délivrait plus de lumière. Guybrush le répara. En retournant sur la plage, il fit la rencontre du Gallois Égaré, un étrange marin spectral qui errait depuis des années près des côtes de l'île, à la recherche de la lumière d'un phare. En échange d'un compas de navigation, le spectre emmena Guybrush sur l'île de Skull proche, à la recherche du diamant détenu par les contrebandiers. Leur chef était le roi André, et avec son assistant Cruff, les contrebandiers possédaient un magasin sur une falaise de l'île. Guybrush, après les avoir vaincu au poker (en trichant), échappa de peu à une bagarre et vola le diamant. Le Gallois Égaré le ramena sur Blood et lui annonça qu'il partait chercher un travail de cuisinier sur l'île de Scabb.
Guybrush réunit les deux parties de la bague, et, après avoir retiré le bijou maudit du doigt d'Elaine, plaça le nouveau, ce qui rompit le sortilège. Elaine acheva le geste stoppé lors de la transformation et frappa Guybrush. Les deux amants furent capturés par LeChuck, ressuscité depuis peu et qui avait repris sa place sur Monkey Island. 
LeChuck emmena Guybrush et Elaine dans le parc de Big Whoop. Il transforma Guybrush en enfant, non sans lui avoir révélé le sort qu'il avait fait subir à l'équipage du capitaine Marley (et dont Guybrush avait récupéré les morceaux de carte). Guybrush parvint néanmoins à reprendre son apparence et partit dans l'attraction principale du parc : le circuit de montagnes russes. Il y prépara un piège pour LeChuck, et parvint à faire s'effondrer une montagne de glace sur lui, en faisant exploser l'attraction. Abandonnant LeChuck à son sort, Guybrush emmena Elaine avec lui. Les deux amants se marièrent et partirent en voyage de noces.

### Escape From Monkey Island
Après un court combat maritime, le navire de noces du nouveau couple Threepwood rentre à Mêlée. S'attendant à être accueillie comme une gouverneure, Elaine s'étonne de ne voir personne. Son manoir est en démolition et un étrange individu nommé Charles LeCharles, souhaitant être gouverneur de l'île, apprend à Elaine qu'elle a été déclarée morte et qu'un gouverneur ne peut pas se permettre de prendre ce genre de vacances. Il annonce que les élections auront bientôt lieu et qu'il sera candidat. Guybrush détruit la catapulte chargée de la démolition du manoir. Elaine le charge d'aller voir les avocats du capitaine Marley, sur l'île de Lucre. Guybrush a comme d'habitude besoin d'un équipage et d'un navire. Il part chercher son bateau dans le magasin autrefois tenu par Stan. Avec l'aide du sceau prouvant qu'il est l'époux du gouverneur Elaine Marley, il obtient un vaisseau rose baptisé « Petite Annick » et orné d'une figure de proue représentant une femme blonde. Guybrush retrouve également Carla et Otis, miraculeusement rentrés de l'île aux singes. Il leur propose, en échange d'un poste de fonctionnaire, de le suivre à nouveau. Guybrush avait encore besoin d'un pilote capable de le mener à Lucre. Il va voir le patron du Scumm Bar, un pirate du nom de Ignace Frometon. Ce dernier est un virtuose du Bras d'insultes, variante du duel d'insultes au sabre, sous la forme d'un bras de fer ponctué d'insultes. Guybrush défie Frometon au bras d'insultes et, en cas de victoire, l'engage dans son équipage. Le jeune pirate remporte la victoire et obtient son pilote. La Petite Annick part sur le champ pour Lucre.
Guybrush va voir les avocats du capitaine Marley, qui lui disent que les procédures prendront du temps. Ils lui donnent cependant une lettre signée du capitaine, lui suggérant d'aller chercher son coffre personnel et évoquant un sortilège vaudou d'une infinie puissance : l'Insulte suprême. Guybrush décide d'aller à la banque de la ville afin d'accéder au coffre du capitaine Horace Dorquemada Marley, grand-père d'Elaine. Un voleur, déguisé en Guybrush, arrive à ce moment dans la banque et la pille. Il s'enfuit, abandonnant le vrai Guybrush qui est arrêté à sa place par la police. Guybrush reçoit un anneau vaudou « d'inconfort permanent » sur la cheville, en gage d'assignation à résidence. Il est donc forcé de rester sur l'île de Lucre tant que le vrai voleur n'est pas retrouvé. Il doit donc s'en charger. Guybrush retourne dans la banque et y découvre une prothèse nasale. Il part donc au magasin de Lucre, tenu par un aveugle nommé Dave Doubleborgne. Ce dernier lui avoue qu'il est doté d'un très bon odorat. Guybrush, qui a récupéré le mouchoir du voleur, nommé Lothar Bouif, le présente à Dave pour qu'il essaye de déterminer l'identité de son client à partir de l'odeur contenue dans le mouchoir. Étant enrhumé, Dave n'y parvient pas. Guybrush fouille donc toute l'île à la recherche d'ingrédients pouvant reconstituer l'odeur du mouchoir. Après avoir tout réuni dans un flacon de parfum, il va le présenter à Dave, qui lui révèle l'identité du client. À l'aide d'un système d'archivage des dossiers clients, Guybrush récupère le document où se trouve l'adresse de Lothar. Le criminel vit au plus profond des marais de l'île. Après un long voyage dans les marécages, Guybrush parvient à la maison du voleur et le surprend en pleine discussion avec un étrange individu. Guybrush parvient à piéger Lothar, en le faisant sortir de chez lui, puis en le faisant tomber dans une cage à écrevisse. Il emmène Lothar au poste de police. L'inspecteur est très heureux de voir que le célèbre Lothar Bouif a été enfin arrêté, mais refuse de délivrer Guybrush, n'ayant pas encore la preuve que c'est Lothar qui a pillé la banque.
Guybrush part vers un étrange manoir, habité par un magnat australien du nom d'Ozzie Mandrill, qui était l'individu discutant avec Lothar, peu avant sa capture. Cet homme souhaite racheter toutes les Caraïbes et en chasser les pirates, afin de les faire fonctionner selon les principes du capitalisme et du tourisme. Guybrush lui fait avouer qu'il est le commanditaire de l'attaque de la banque. Ozzie décide d'aller voir le showroom de Lothar, où le butin se trouve encore. Il prend un chemin dans la forêt. Guybrush le suit et arrive à la cachette de Lothar. Il reprend le trésor, ainsi qu'une petite vis de cuivre, servant à attacher la prothèse nasale de Lothar à son visage. Il présente la preuve à l'inspecteur, qui décide de l'innocenter. Lothar parvient cependant à s'échapper. Guybrush retourne à Mêlée avec l'acte de propriété du manoir, écrit de la main du capitaine Marley, prouvant qu'elle seule peut décider de sa démolition. Guybrush garde le coffre du capitaine Marley et son mystérieux contenu.
Guybrush revient victorieux sur Mêlée. Alors qu'il est en pleine discussion avec Elaine dans le manoir, Charles LeCharles entre en poussant un rire démoniaque. Elaine le menace de lâcher ses caniches anthropophages s'il ne sort pas, mais le candidat à l'élection ne tient pas compte de l'avertissement. Après avoir réaffirmé sa volonté de devenir gouverneur, il révèle son vrai visage : celui du pirate fantôme LeChuck. Elaine espère, maintenant qu'elle connaît l'identité de Charles, réussir à convaincre les habitants de Mêlée de ne pas voter pour lui. LeChuck l'y invite, se doutant que personne ne la croira.
Pour stopper LeChuck, également à la recherche de l'Insulte suprême, Guybrush décide d'aller voir Lady Vaudou dans sa maison de Mêlée. Cette dernière sort du coffre trois objets : des boucles d'oreille, un stylo à chaîne et un collier, parlant d'un mariage à célébrer. Elle lui révèle qu'il manque un « cadeau bleu ». Guybrush pense qu'il s'agit d'un tableau et va voir Meathook, lui aussi revenu de l'île aux singes. Otis et Carla ont en effet révélé à Guybrush que le pirate s'était mis à la peinture, bien qu'il n'ait pas de main. Meathook lui parle d'un tableau bleu qu'il avait peint dans sa jeunesse et qui était une carte de l'archipel. Cependant, Meathook ignore où est la peinture. Guybrush décide d'aller chercher plus de renseignements au Scumm Bar, pour se rendre compte qu'il a disparu, laissant la place au Lua Bar, un restaurant servant des plats souvent crus et à tendance hawaïenne. Ozzie avait profité de l'absence d'Ignace Frometon pour lui subtiliser son bar. Il y retrouve le tableau, qui avait été utilisé pour en peindre un autre par-dessus, en peinture à la cire. Guybrush fait fondre le tableau en cire et obtient la carte de l'archipel. Revenant aux docks, il remarque que la figure de proue de la Petite Annick a les oreilles percées. Lui mettant les boucles d'oreille trouvées dans le coffre, il donne vie à la figure de proue, qui se révèle être une femme antipathique et vulgaire. Il lui donne les autres objets, dont le tableau. Le stylo à chaîne entoure l'île où se trouvait l'Insulte suprême et dessine de l'autre côté les trois ingrédients nécessaires à sa fabrication. La carte indique l'île de Jambalaya. Guybrush fait donc cap vers elle.
Guybrush arrive sur l'île de Jambalaya, totalement vidée de ses pirates et passée sous le contrôle d'Ozzie. Les pirates de l'île ont été réunis sur l'Atoll Ondulé proche et sont surveillés en permanence par l'Amiral Casaba, singulier personnage engagé par Ozzie. Les pirates étaient par ailleurs « rééduqués » sur l'atoll, Ozzie y ayant créé un institut de Transmogrification, destiné à apprendre aux pirates à abandonner leurs pulsions et à devenir de bons citoyens. L'institut est tenu par une femme.
Guybrush retrouve les trois ingrédients de l'Insulte suprême, se trouvant être une tête de singe, un corps d'homme en or et un chapeau de pirate en bronze. La tête fut volée dans un restaurant (nommé Planet Threepwood mais n'ayant rien à voir avec le vrai Guybrush), le corps d'homme constituait un trophée de plongée que Guybrush parvint à remporter en trichant et le chapeau de pirate était un morceau d'une statue de bronze, qui fut récupéré sur l'Atoll Ondulé.
Stan est lui aussi sur Jambalaya et tient un commerce de multipropriété. Il est cependant resté indépendant et n'a pas été engagé par Ozzie.
Pendant ce temps, Elaine perdait à la quasi-unanimité l'élection face à Charles, qui promit du grog et du bon temps aux pirates de Mêlée.
En revenant au manoir, Guybrush est surpris de voir son vieil ennemi LeChuck au siège du gouverneur. Ozzie est avec lui. Le magnat révèle à Guybrush que LeChuck travaille désormais pour lui, Ozzie l'ayant ressuscité. Il vole l'Insulte suprême à Guybrush. Elaine s'est enfuie de l'île après sa défaite électorale. Ozzie compte utiliser le pouvoir de l'Insulte suprême sur tous les pirates : leur jeter un sort les affaiblissant totalement et les rendant facilement contrôlables. LeChuck compte, quant à lui, s'en servir pour adoucir le caractère d'Elaine et ainsi l'épouser plus facilement. Il propose de tuer Guybrush, ce que refuse Ozzie, préférant s'en servir comme otage. LeChuck l'avertit qu'épargner Guybrush est une erreur qui lui coûta cher à plusieurs reprises. Ozzie décide cependant de le laisser en vie et de l'envoyer dans un endroit où il ne pourra pas leur nuire : l'île aux singes.
Arrivé sur l'île aux singes, Guybrush retrouve Timmy, le singe de compagnie d'Elaine. Ce dernier est cependant arrivé là sans sa maîtresse. Guybrush retrouve également Herman, qui a perdu la mémoire. Trouvant une noix de coco, qu'il soupçonne d'être responsable de l'amnésie de l'ermite, Guybrush la prend et lui jette à la tête. Herman lui dit que son plus vieux souvenir est celui d'une bouteille de lait. Guybrush décide d'aller la chercher pour démêler cette affaire. Il pénètre dans une église, située au sommet du volcan. Cette église célèbre le culte de LeChuck et est tenu par un fantôme : le père Allegro Raspoutine, lui-même tué par LeChuck lors d'un abordage et le vénérant depuis comme un dieu. Guybrush se sert d'une barque pour traverser le torrent de lave situé en contrebas et récupère la bouteille de lait, au moyen du cueille-bananes d'Herman, trouvé sur l'île un peu plus tôt. Guybrush jette la bouteille sur Herman, qui lui révèle qu'il se souvient de son arrivée sur l'île, naufragé échoué avec à ses côtés un accordéon. Guybrush apprend également qu'Herman a découvert une mine d'or sur l'île. Y allant, Guybrush découvre une étrange salle, pourvue de plusieurs postes de pilotage, inadaptés cependant à la stature humaine. Guybrush traverse la rivière de lave et rallie l'ancien village des cannibales, désormais habité par des singes. L'un d'eux possède un accordéon, que Guybrush échange contre des cymbales trouvées dans l'église de LeChuck. Il parle également à un étrange singe assis au centre du village et vêtu d'un chapeau de bronze, identique à celui de Jambalaya. Ce singe parle et lui révèle qu'il se nomme Jojo Jr, fils de Jojo Senior, singe que Guybrush avait déjà rencontré lors de sa première visite sur l'île. Ce singe avait permis à Guybrush d'accéder à la tête de singe géante en activant un levier. Cependant, Guybrush n'étant jamais revenu, le singe ne lâcha jamais le levier et mourut. Jojo Jr apprend à Guybrush un art étrange : le Monkey Kombat. Cet art consiste en un combat, comportant cinq positions différentes. Tout le combat est basé sur l'interaction de ces positions de combat, fortes ou faibles par rapport à deux autres. Cependant, pour passer d'une position à une autre, il faut énoncer une formule en langage ancien des singes. Jojo lui apprend les quatre mots pouvant, une fois combinés, composer toutes les formules du Monkey Kombat. Guybrush souhaite défier Jojo, qui refuse, lui demandant de s'entraîner d'abord. Guybrush part affronter des singes dans la forêt et devient bien vite un virtuose du Monkey Kombat. Il remporte finalement la victoire sur Jojo, qui lui offre son chapeau, récompense du champion.
Guybrush part vers la tête de singe, qui s'est refermée après le départ de Guybrush, lors de sa première visite. En voyant la tête, il a une idée : le cueille-bananes a la forme d'un homme et est plaqué or, le chapeau est en bronze et la tête de singe peut donc servir de base pour créer une nouvelle Insulte suprême. En envoyant le cueille-bananes, puis le chapeau sur la tête de singe, sa bouche s'ouvre pour laisser Guybrush y entrer. Il y découvre un poste de pilotage. Une encoche étrange située sur le tableau de bord permet de démarrer, mais il faut trouver la clé permettant d'enclencher cette serrure. Guybrush retourne voir Herman et lui jete l'accordéon au visage. L'ermite se souvient de tout et révèle à Guybrush que son nom n'est pas Herman Dentcarié. Il lui raconte son arrivée sur l'île.
Il souhaitait en vérité participer à une régate sur les côtes australiennes et avait rencontré un jeune Ozzie Mandrill, attristé de la mauvaise tournure de ses affaires. Pour le consoler, Herman lui raconta ses aventures dans les Caraïbes et lui expliqua combien les placements dans cette région pouvaient être lucratifs. Il lui parla également des secrets vaudous, dont celui de l'Insulte suprême. Le lendemain, lors de la régate, le navire d'Herman fut percuté par un autre voilier, qui le précipita dans un tourbillon. Le voilier appartenait à Ozzie. Le tourbillon laissa Herman pour mort et le ramena sur l'île aux Singes. Ne se souvenant plus de son vrai nom, il s'inventa le nom Hermant Dentcarié à partir des initiales sur son accordéon : HD.
Guybrush est alors frappé par l'évidence : Herman est en vérité le grand-père d'Elaine, le capitaine Horace Dorquemada Marley. Guybrush apprit à Horace qu'il avait épousé sa petite-fille, ce qui ne rassura pas l'ermite. Elaine fut retrouvée par Lothar Bouif, qui avait fui avec Ozzie et LeChuck. Il le ramene au manoir, où LeChuck ne parvient pas à faire fonctionner l'Insulte suprême, qui nécessite un ingrédient supplémentaire, uniquement en possession du gouverneur de Mêlée : le sceau officiel. Ozzie le vole à Elaine et parvient à faire fonctionner l'objet, qu'il utilise sur Lothar pour le tester. Le criminel devient aussi faible qu'un jeune enfant et s'enfuit, effrayé par Ozzie.
Sur l'île aux singes, Horace donne le sceau en sa possession à Guybrush, qui l'introduit dans le poste de pilotage de la tête de singe géante. Cette dernière explose, laissant place à un gigantesque singe mécanique. Jojo Jr et Horace prennent place aux côtés de Guybrush dans la machine et ils partent en direction de Mêlée.
Sur cette dernière, Ozzie a installé un système permettant de diffuser le pouvoir de l'Insulte suprême dans tout l'archipel. Un tuyau, qui relie le manoir à un amplificateur situé au centre de l'archipel, devrait permettre d'accomplir ce plan. Guybrush arrive sur l'île où se trouve l'amplificateur et le désactive, le rendant inutile. LeChuck s'énerve et quitte le manoir, partant chercher la statue commémorative de Charles LeCharles, construite après sa victoire à l'élection. Il y lui donne vie par magie et la transforme en statue de LeChuck. Avec, il retourne au manoir et capture Elaine et Ozzie. Ce dernier, grâce à l'Insulte suprême, affaiblit LeChuck et le fait passer sous son contrôle unique. C'est à ce moment que Guybrush, toujours dans le singe mécanique, arrive sur l'île et défie LeChuck dans un Monkey Kombat ultime. À défaut de vaincre la statue du pirate, Guybrush utilise sa connaissance du Monkey Kombat pour le lasser. LeChuck écrase Ozzie et l'Insulte suprême, installé sur son chapeau. La destruction de l'Insulte suprême provoque une explosion qui précipite LeChuck dans le lointain.
Elaine retrouve son grand-père et le supplie de reprendre son poste de gouverneur, afin de laisser Guybrush et Elaine profiter de leur jeunesse et de leur mariage. À contrecœur, Horace accepte.

## Guybrush Threepwood dans la sérieMonkey Island
Guybrush Threepwood est le protagoniste contrôlé par le joueur dans tous les jeux de la série Monkey Island :
- The Secret of Monkey Island (1990) et The Secret of Monkey Island: Special Edition (2009) ;
- Monkey Island 2: LeChuck's Revenge (1991) et Monkey Island 2 Special Edition: LeChuck's Revenge (2010) ;
- The Curse of Monkey Island (1997) ;
- Escape from Monkey Island (2000) ;
- Tales of Monkey Island (2009) ;
- Return to Monkey Island (2022).

## Hommages et apparitions dans d'autres jeux
Guybrush Threepwood apparaît ou est mentionné, directement ou indirectement, dans d'autres jeux de Lucasfilm Games ou d'autres éditeurs.
- Indiana Jones et le Mystère de l'Atlantide : Guybrush Threepwood est simplement mentionné.
- Indiana Jones et la Machine infernale : Guybrush Threepwood apparaît en caméo.
- Star Wars : Le Pouvoir de la Force : Galen Marek peut prendre l'apparence de Guybrush Threepwood sous le nom de Guybrush Threepkiller.
- Uncharted 4: A Thief's End : au XXIe siècle, l'explorateur Nathan Drake se rend à Madagascar où se trouve la cité perdue de Libertalia, une colonie libertaire fondée par Henry Avery ainsi que les capitaines pirates les plus puissants du XVIIIe siècle. À Libertalia, il trouve des tableaux représentants ces grands pirates et l'un d'eux est un portrait de Guybrush Threepwood.
- The Witcher 3: Wild Hunt : dans le DLC Blood and Wine, Geralt — le protagoniste de la série The Witcher — a l'occasion de se mesurer en combat à mains nues à un certain Mancomb Seepgood, qui ressemble physiquement à Threepwood et dont le prénom « Mancomb », littéralement « homme-peigne », est en outre un clin d'œil à celui de Guybrush, qui peut pour sa part se traduire littéralement par « homme-brosse ». En outre, il est possible de vaincre Seepgood sans affrontement physique mais simplement en le battant dans un concours d'insultes similaire à ceux qui sont récurrents dans la série Monkey Island, sous réserve de faire rimer les réparties de Geralt avec les insultes de Seepgood.
- Sea of Thieves : dans les fables du flibustier en lien avec la licence Pirates des Caraïbes. Dans la première fable "Vive la piraterie", il est possible de visiter l'épave d'un bateau provenant des caraïbes. En lisant les 5 livres qui y sont à bord, nous apprenons que la Capitaine Kate Capsize, sortie de prison après y avoir été enfermée à la place de Guybrush Threepwood, pourchasse ce dernier pour se venger. Elle a en effet appris que celui-ci était en voyage de noces avec sa femme Elaine dans les mers de Sea of Thieves et s'est alors lancé à sa poursuite avec son navire le Headless Monkey. Ce dernier portant auparavant le nom de Mad Monkey, avant que Guybrush n'en fasse tomber la tête de singe de figure de proue, renforçant la haine de Capsize envers Threepwood.
  - Par coïncidence, l'univers Monkey Island sera introduit dans le jeu grâce à l'extension The Legend of Monkey Island le 23 juillet 2023 [3]. Au cours de 3 fables du flibustier basées sur Monkey Island, il fera équipe avec les joueurs pour retrouver Elaine et déjouer LeChuck.

## Doublures
- The Secret of Monkey Island: Special Edition - Version originale : Dominic Armato
- LeChuck's Revenge: Special Edition - Version originale : Dominic Armato
- The Curse of Monkey Island - Version française : Paolo Domingo - Version originale : Dominic Armato
- Escape from Monkey Island - Version française : Paolo Domingo - Version originale : Dominic Armato
- Tales of Monkey Island - Version originale : Dominic Armato
- Return to Monkey Island - Version originale : Dominic Armato